# Darcey
Darcey település Franciaországban, Côte-d’Or megyében. Lakosainak száma 332 fő (2022. január 1.). Darcey La Villeneuve-les-Convers, Gissey-sous-Flavigny, Bussy-le-Grand, Corpoyer-la-Chapelle, Flavigny-sur-Ozerain, Frôlois és Grésigny-Sainte-Reine községekkel határos.

## Népesség
A település népességének változása:
| Lakosok száma | 437  | 336  | 328  | 320  | 339  | 336  | 338  | 343  | 338  | 332  |
|               | 1968 | 1982 | 1990 | 2006 | 2013 | 2015 | 2017 | 2019 | 2020 | 2022 |